# Swedish Modern

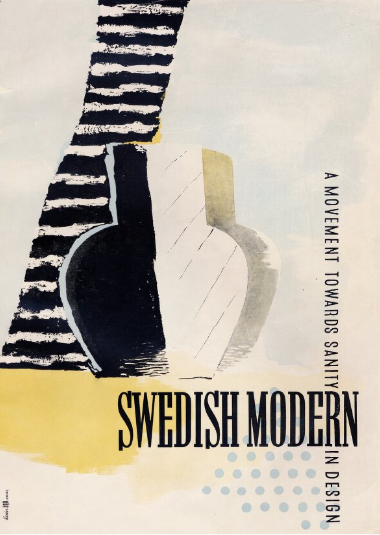
Omslaget till den svenska utställningskatalogen på New York Expo 1939 togs fram av Karin Ageman.

Swedish Modern är en stilriktning inom svensk inredningsarkitektur, för möbler, belysningsarmatur, textilier, mönster och annat  konsthantverk, som utvecklades före och under andra världskriget. Stilen kan beskrivas som ett slags modernism som återupptog nationella och traditionella drag, material och motiv.
En av de tidigast kända publiceringarna av begreppet Swedish Modern var i en helsidesannons för amerikanska varuhuset Lord & Taylor i The New York Times år 1938.
Organisationen bakom det svenska deltagandet på världsutställningen i New York 1939 använde det estetiskt laddade begreppet för att marknadsföra Sverige till en bred publik internationellt. Den svenska utställningskatalogen med titeln ”Swedish Modern” och undertiteln ”A movement towards sanity in design” producerades av Karin Ageman.

## Historia
1930-talet framställs ofta stilmässigt som ett skifte från klassicism till funktionalism och i det större perspektivet från det borgerliga till det demokratiska samhället. Estetiskt och ideologiskt implementerades modernismen som var en internationell rörelse med ambitioner att stöpa om samhället både i stort och smått.
För Sverige var 1930-talet en brytpunkt. Motstridiga progressiva och konservativa idéströmningar präglade tiden. Socialdemokratin inledde ett rekordlångt maktinnehav med omfattande fördelningspolitiska reformer och strävan efter klassutjämning. Alltmedan den estetiska och politiska eliten fortfarande vägleddes av konservativa värderingar, tydliga klassgränser, väl definierade könsroller och traditionella familjeideal. 
Moderniseringen av Sverige är nära förknippad med två dominerande idéer. Folkhemmet, som var centralt i det politiska moderniseringsprojektet, och funktionalistisk arkitektur. Förvandlingen kunde sägas omfatta allt från förorter till bestick. Begreppet och estetiken Swedish Modern etablerades samtidigt som moderniseringen av Sverige gick in i en ny och mer intensiv fas. Det fanns en allmän tendens att vilja revidera den strängt funktionella uppfattningen. Den ansågs vara alltför radikal. Lösningen blev att blicka tillbaka och ta med sig traditioner från förr men kombinera dem med den nya tidens behov av stil, enkelhet och funktion.
Under 1930-talets senare hälft gjorde interiörkonsten i Sverige en omsvängning från asketiska ideal till lättare former och mjukare linjer. Interiörerna blev livligare och vänligare. Färgerna började lysa klarare och djärvare. Bland textilierna blev kretongerna allt vanligare och levande blommor, framför allt slingerväxter, blev nästan ett obligatoriskt rumselement.
Inför New York Expo skrev och förklarade formgivaren och ingenjören Gustav Axel Berg begreppet Swedish Modern som en ny epok fullt jämförbar med renässans, rokoko, viktorianskt och kolonialt. Enligt honom var det mer än en stil. Det var en rörelse och företeelse präglad av enkelhet och sund frigörelse från tillförda pretentioner. ”Swedish Modern är lika med möblerade rum präglade av sol, luft, blommor, färgglädje och av harmoni, enkelhet, trivsel och bekvämlighet, hygien och renlighet.”
Dagstidningen Dagens Nyheter rapporterade den 12 augusti 1938 från USA att ”Swedish Modern blivit årets stora slagord inom inredningsbranschen”. På Chicago Market, som var den tidens stora mässa för ”fabriker, firmor, köpare och säljare samt för dem som komponerar de nya stilarna” kallades ”allt nytt för Swedish Modern vare sig det har inspirerats från Sverige eller inte”.

## Företrädare
Bland de kända branschpersonligheter som under 1930-talet tydligt tog ställning mot den radikala funktionalismen, och förespråkade mjukare ideal och material, fanns arkitekterna och formgivarna Carl Malmsten, Elsa Gullberg och Josef Frank. Exempel på yrkesutövare som brukar lyftas fram som företrädare för stilriktningen Swedish Modern är G A Berg, Elsa Gullberg, Josef Frank, Bruno Mathsson, Carl-Axel Acking, Axel Larsson, Erik Chambert, Elias Svedberg, Astrid Sampe, Axel Einar Hjorth, Wilhelm Kåge med flera.

## Galleri

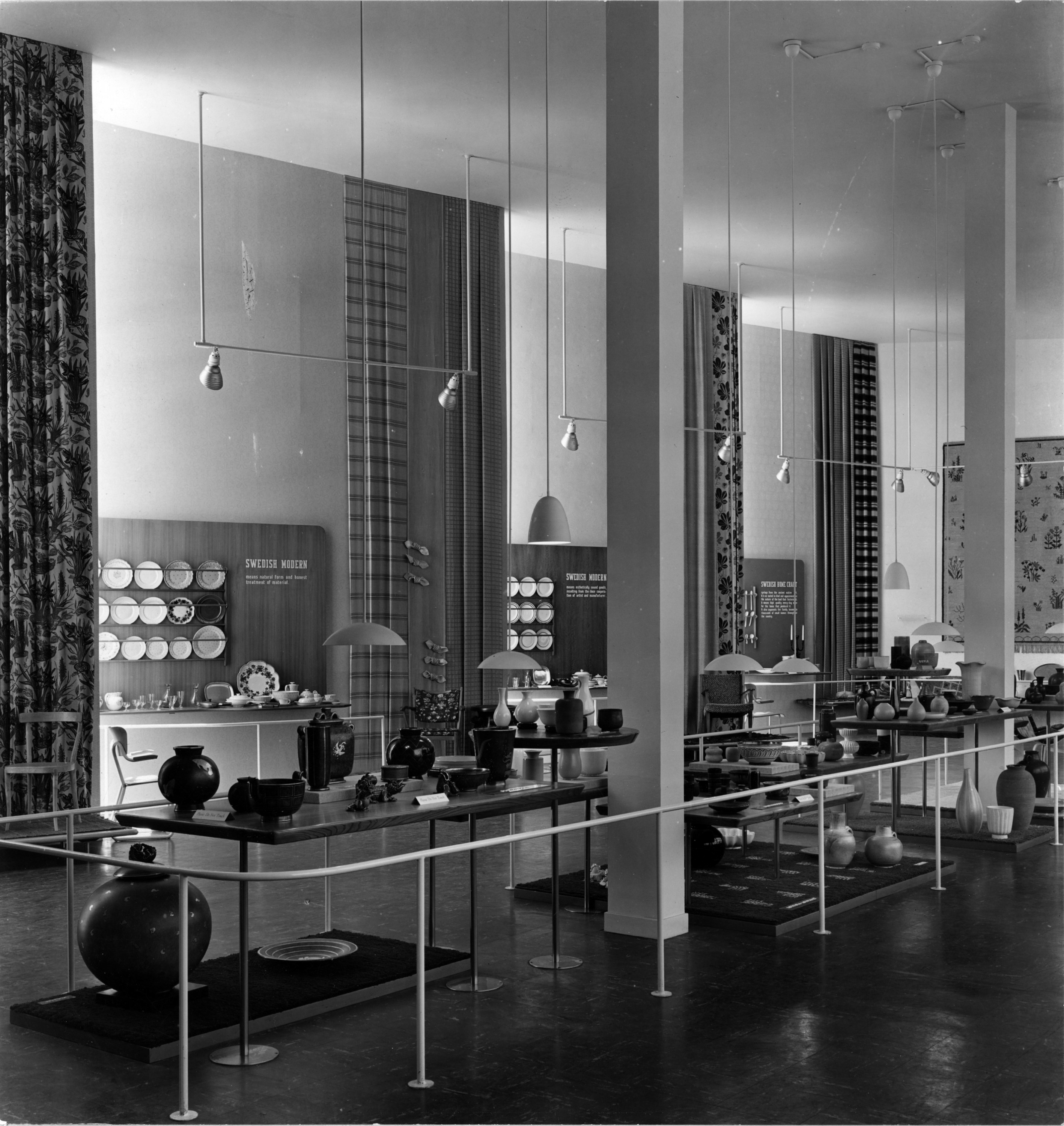
Världsutställningen i New York 1939. Temarubriken Swedish Modern användes för att lansera svensk konstindustri internationellt.